# Holocefali
Holocefalii (Holocephali) sunt o subclasă puțin numeroasă de pești cartilaginoși marini, bine delimitată de elasmobranhiate (Elasmobranchii). Ei se caracterizează printr-o asociere de caractere primitive și caractere de specializare restrânsa, apărute în legătură cu adaptarea la o viață abisală. Caracterele lor principale sunt: craniul autostilic, slaba dezvoltare a corpurilor vertebrale, prezența unor cute tegumentare care acoperă fantele branhiale externe, dinți de formă lamelară, slaba diferențiere a intestinului și absența cloacei.

## Morfologia externă
Spre deosebire de strămoșii lor din era mezozoică,  care aveau corpul turtit dorsoventral, holocefalii actuali (himerele) au corpul fusiform alungit mai îngroșat  și mai obtuz în regiunea capului și mai subțiat spre coadă,  care este lungă și lățită ca o panglică. Corpul holocefalilor se aseamănă cu acela al rechinilor, cu deosebirea că capul lor este mai turtit lateral, prelungit într-un rostru nu prea lung și susținut de un cartilaj. Rostrul nu este dezvoltat la toate speciile. Sub rostru se găsește gura mică, îngustă, cu buzele susținute de cartilaje. Deasupra gurii se găsesc nările care comunică cu ea prin câte un șanț. Pe partea superioară a capului se găsesc ochii mari, lipsiți de pleoape și apropiați unul de altul. 
Spre deosebire de strămoșii mezozoici, care aveau corpul acoperit cu solzi placoizi fără smalț, holocefalii adulți actuali au corpul golaș,  iar solzii placoizi nu s-au păstrat decât la exemplarele tinere și la masculul adult pe un mic tentacul din creștetul capului și pe organul de acuplare. 
Holocefalii au două înotătoare dorsale; cea anterioară de formă triunghiulară,  scurtă, înaltă este erectilă și precedată de un spin puternic,  este așezată deasupra înotătoarelor pectoralelor; cea posterioară este lungă și scundă. Înotătoarele pectorale sunt mari și ascuțite;  iar înotătoarele ventrale mai mici și pedunculate. Și unele și altele au razele lor cartilaginoase prinse pe câte  un singur cartilaj bazal. Înotătoarea anală este mică. Înotătoarea codală este, la adulți, heterocercă, iar la indivizii tineri, protocercă. 

## Morfologia internă

### Scheletul
Scheletul este cartilaginos. Scheletul axial este primitiv. El este reprezentat în mod principal prin notocord (coarda dorsală) bine dezvoltat, înconjurat de corpurile vertebrale inelare, care poartă arcuri. Coarda dorsală nu este strangulată de corpul vertebrelor, dar în teaca sa externă se formează inele calcificate. Corpul vertebrelor este rudimentar. Himerele n-au coaste.
Craniul este o cutie cartilaginoasă complet închisă. De la acest fel de craniu se trage numele de holocefali. La holocefali, articulația arcului mandibular la neurocraniu se face prin cartilajul palatopătrat (falcă superioară), care este concrescut imobil în toată lungimea sa la baza craniului (articulație autostilică), fără să fie articulată cu arcul hioidian. Cartilajul palatopătrat e foarte mic.

### Tubul digestiv
Dinții au formă de plăci osoase (formă placoidă) cu suprafață sfărmătoare, provenind probabil din contopirea dinților placoizi ai plagiostomilor. Ei sunt concrescuți cu fălcile scurte și puternice.  Numărul dinților la holocefali este mic, aceștia având o creștere permanentă, deci înlocuirea dinților nu are loc. În falca superioară se găsesc de fiecare latură câte 3, 2 sau 1, iar în, cea inferioară câte un dinte. Articulația autostilică a fălcii cu neurocraniu și structura dinților acestor pești sunt adaptări ale lor la hrănirea cu nevertebrate cu schelet extern. 
Tubul digestiv este slab diferențiat; în special, stomacul aproape că nu este individualizat. Valvula spirală din regiunea posterioară a intestinului holocefalilor este slab dezvoltată și are numai opt spire. Intestinul nu se deschide într-o cloacă,  ci printr-un orificiu anal așezat înapoia orificiului urogenital.